# Pfarrkirche Kirnberg an der Mank

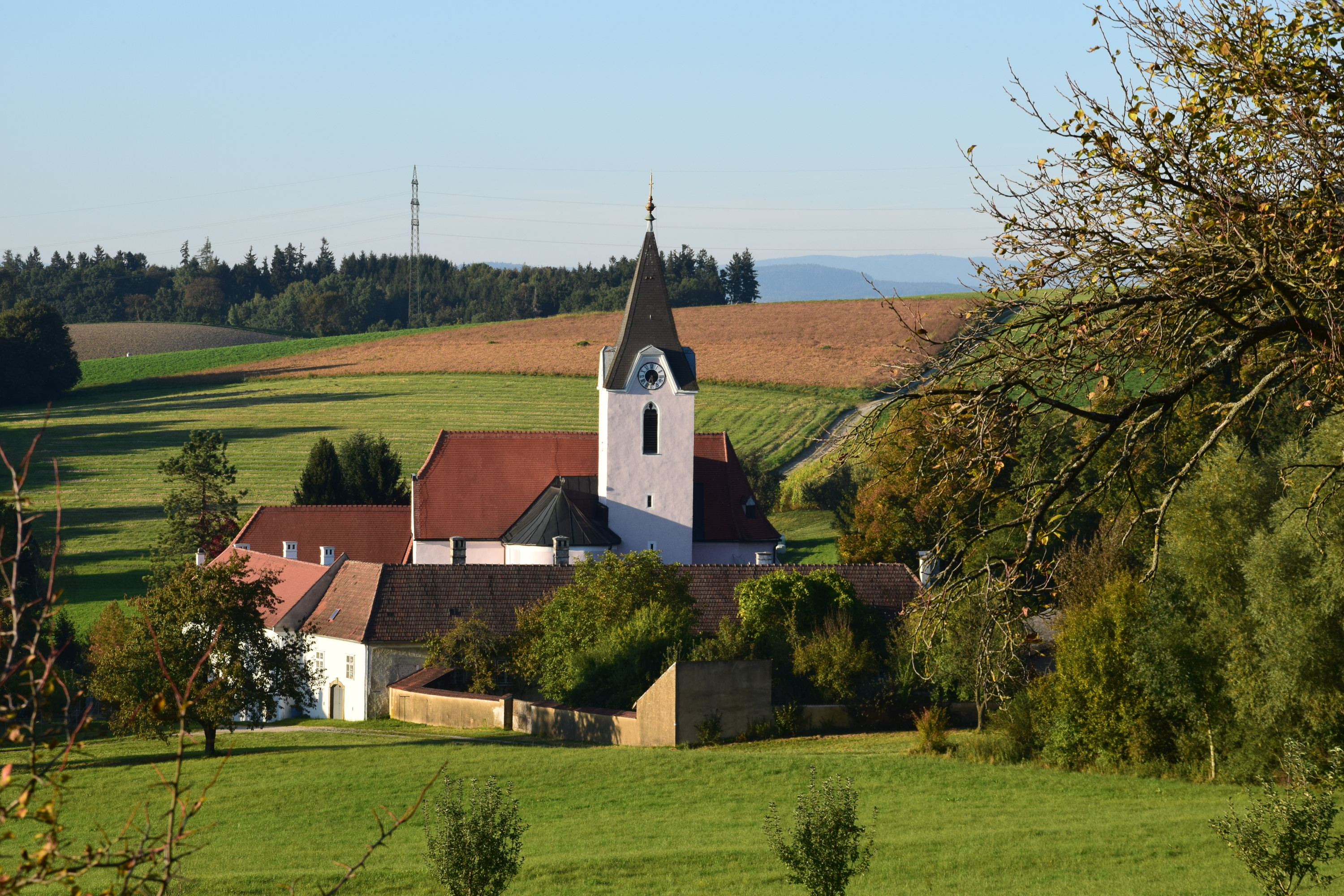
Katholische Pfarrkirche hl. Pankratius in Kirnberg an der Mank

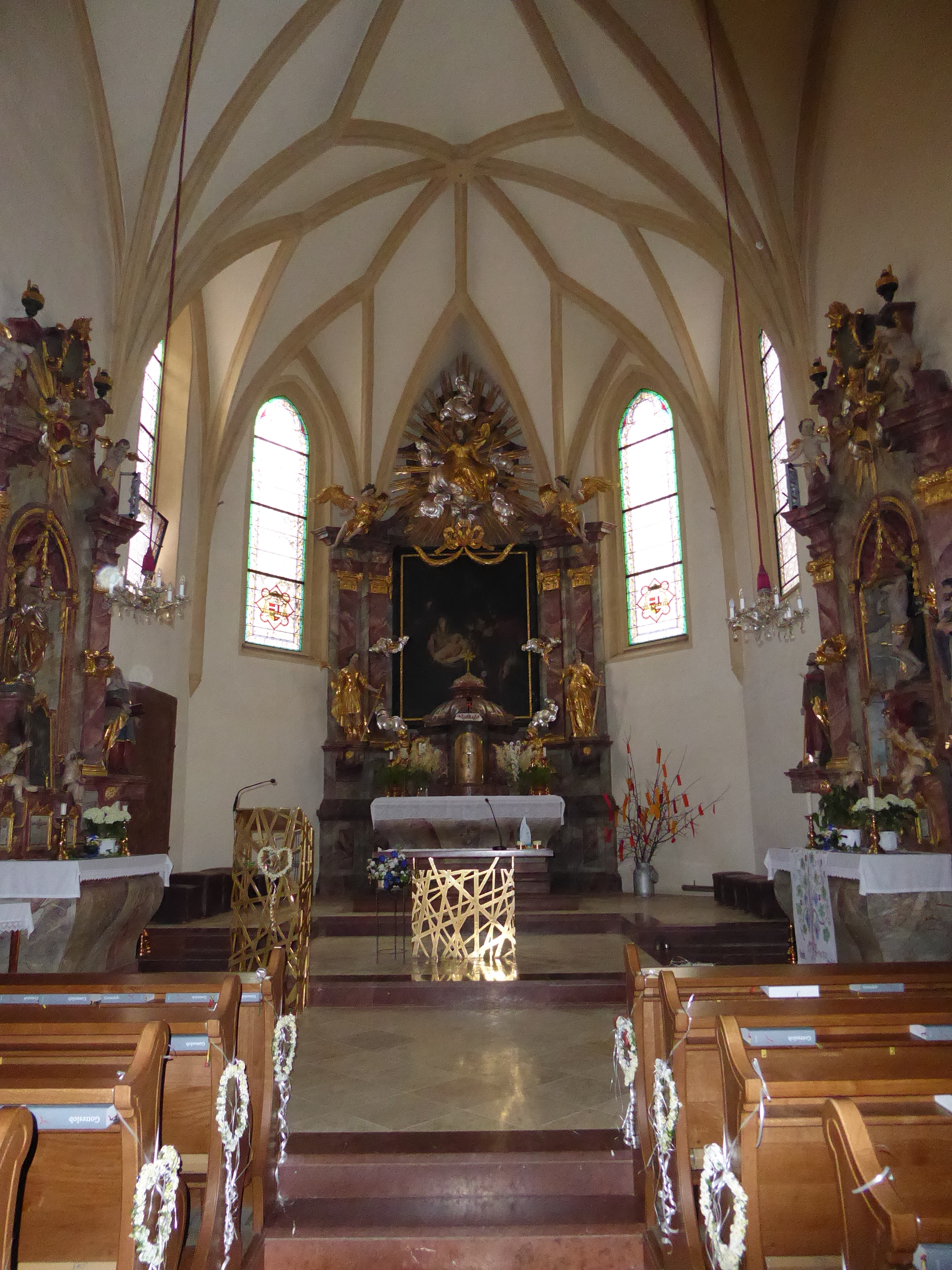
Langhaus, Blick zum Chor

Die römisch-katholische Pfarrkirche Kirnberg an der Mank steht auf einem gepflasterten Platz vom Schloss Kirnberg umgeben in der Gemeinde Kirnberg an der Mank im Bezirk Melk in Niederösterreich. Die dem Patrozinium des Heiligen Pankratius unterstellte Pfarrkirche gehört zum Dekanat Scheibbs in der Diözese St. Pölten. Die Kirche steht unter Denkmalschutz (Listeneintrag).

## Geschichte
Die Kirche ist eine Gründung der Herren von Plankenstein im 12. Jahrhundert. Urkundlich wurde 1338 die Pfarre gegründet. Die Kirche wurde 1967/1968 innen restauriert.

## Architektur
Die spätgotische Saalkirche mit einem Polygonalchor mit einem spätgotischen Südturm und einer südseitigen barocken Seitenkapelle steht im Norden, im Westen und Süden vom Schloss Kirnberg umgeben, im Osten ist die Kirche in die Tormauer des Schlosses eingebunden.
Langhaus und Chor mit Strebepfeilern und barock erneuerte Spitzbogenfenster stehen unter einem einheitlichen Schopfwalmdach mit Anschüblingen. Die Westfront hat ein barockes Rechteckportal unter einem Segmentbogengiebel, im Süden befindet sich ein vermauertes profiliertes spätgotisches Spitzbogenportal. Der ungegliederte spätgotische Südturm hat Schallfenster mit Maßwerk, er trägt auf einem Uhrengiebelkranz einen Spitzhelm aus der zweiten Hälfte des 19. Jahrhunderts. Westlich vom Turm steht ein langhaushoher barocker Kapellenzubau von 1753 unter einem Walmdach, die Ecken sind abgerundet, südlich mit einer leicht vorspringenden eingezogenen Apsis, mit Rundbogenfenster und oberen Rundfenster und einem vermauerten Rechteckportal im Westen. Im Norden der Kirche gibt es einen gedeckten Brückengang aus der zweiten Hälfte des 16. Jahrhunderts vom Langhaus zum Schloss, östlich davon steht ein im 18. Jahrhundert errichteter eingeschoßiger Sakristeianbau unter einem Pultdach.
Das Kircheninnere zeigt ein dreijochiges Langhaus mit einer Apsis in gleicher Breite mit einem Fünfachtelschluss unter einem Netzrippengewölbe auf Konsoldiensten aus der zweiten Hälfte des 15. Jahrhunderts. Die spätgotische kreuz- und netzrippenunterwölbte Westempore, ursprünglich in der Breite eines halben Joches, steht auf einer dreiteiligen Spitzbogenarkade auf Achtseitpfeilern, die Empore wurde im 18. Jahrhundert mit einem balkonartigen Vorbau auf Jochbreite erweitert. Die quadratische Südkapelle hat ein Platzlgewölbe zwischen sphärischen Gurten und eine gerundete Apsisnische.

## Ausstattung
Wand- und Deckenmalerei stammen von Künstlern aus dem Umkreis von Bartolomeo Altomonte, sie zeigen Scheinarchitektur mit Pilastern, Kassetten in der Apsiswölbung, Rocaille, Knorpelwerk und florale Motive, die Deckengemälde zeigen die Glorie des hl. Franz Xaver und an den Eckpfeilern und Gurtbögen Medaillons mit Grisaillemalerei mit Szenen aus dem Leben des hl. Franz Xaver, an der Ostwand mit einer gemalten Nische mit einem Muschelabschluss und der monumentalen Figur Fides in Grisaille aus dem Jahr 1754, 1997 restauriert.
Die Glasmalerei zeigt im Chor in ornamentalem Hintergrund Wappenfelder und im Langhaus hl. Katharina 1909, in der Kapelle die Heiligen Hermann, Josef, Mathilde und Franz Xaver und über dem Altar eine Heilig-Geist-Taube, alle 1914.

## Einrichtung
Der Hochaltar als ehemaliger Seitenaltar der Kartäuserkirche Gaming wurde 1783 hierher übertragen, das flache spätbarocke Retabel mit einer Doppelpilasterrahmung zeigt ein Altarblatt die Anbetung der Hirten von Martin Johann Schmidt aus der zweiten Hälfte des 18. Jahrhunderts flankiert von Statuen der Heiligen Pankratius und Katharina und im Aufsatz die Figur Gottvater. Der freistehende Altartisch trägt einen überkuppelten Tabernakel, flankiert von Engeln, bekrönt von einer Statuette des Auferstandenen.
Die Seitenaltäre sind flache spätbarocke Nischenretabel. Der linke Seitenaltar trägt eine spätgotische Statue einer Madonna um 1480/1490 in einer barocken Fassung, flankiert von barocken Statuen der Heiligen Joachim und Anna. Der rechte Seitenaltar trägt eine Statue des hl. Sebastian aus der zweiten Hälfte des 18. Jahrhunderts, flankiert von den Heiligen Dominikus und Johannes Nepomuk. Der Altar der Kapelle des hl. Franz Xaver ist ein flaches spätbarockes Säulenretabel, auf dem Altarblatt aus der Mitte des 18. Jahrhunderts der hl. Franz Xaver, umgeben von Engelsfiguren aus dem 20. Jahrhundert.
Die barocke Kanzel aus der Mitte des 18. Jahrhunderts hat einen volutengegliederten Korb mit Reliefs der Evangelisten und am Schalldeckel eine Statuette des Auferstandenen.
Die Orgel wurde 2021 von Orgelbau Johann Pieringer aus Stadt Haag errichtet, unter Beibehaltung des denkmalgeschützten Prospektes des Vorgängerinstruments von Gregor Hradetzky II aus dem Jahr 1949.

## Grabdenkmäler
- Neben dem Hochaltar Marmorplatte zu Pankraz oder Hans von Plankenstein 1465.
- Im Turmerdgeschoß Priestergrabplatte aus dem 18. Jahrhundert.